# Kolera elleni védőoltás
A kolera elleni védőoltás olyan vakcina amely  védelmet nyújt a kolera ellen. Az első hat hónapban körülbelül 85%-os, az első év során pedig 50–60%-os védettséget nyújt. Két év után hatékonysága 50% alá csökken. Amennyiben a lakosságon belül magas az immunizáltak aránya, a be nem oltott személyek között is érezhető a nyájimmunitás hatása. Az Egészségügyi Világszervezet a magas kockázatnak kitett személyek esetén alkalmazását egyéb intézkedésekkel együttesen javasolja. Általában két vagy három, szájon át beadandó dózis a javasolt. A vakcina a világ bizonyos részein injekció formájában is hozzáférhető.
A szájon át beadandó vakcina mindkét típusa általánosságban biztonságosnak mondható. Enyhe hasfájás vagy hasmenés előfordulhat. Várandós nőknek és gyenge immunrendszerű személyeknek is biztonsággal beadható. Használata több mint 60 országban engedélyezett. Azokban az országokban, ahol a betegség előfordulása gyakori, a védőoltás költséghatékony megoldásnak tűnik.
A kolera ellen először az 1800-as évek végén kezdtek védőoltást alkalmazni. Ez volt az első, laboratóriumban előálltott és széles körben alkalmazott vakcina. A szájon át beadandó vakcinát először az 1990-es években alkalmazták. Az oltóanyag szerepel az Egészségügyi Világszervezet alapvető gyógyszereket tartalmazó listáján, amely az egészségügyi alapellátásban szükséges legfontosabb gyógyszereket sorolja fel.

## Fordítás
- Ez a szócikk részben vagy egészben  a   Cholera vaccine című angol Wikipédia-szócikk ezen változatának fordításán alapul.  Az eredeti cikk szerkesztőit annak laptörténete sorolja fel. Ez a jelzés csupán a megfogalmazás eredetét és a szerzői jogokat jelzi, nem szolgál a cikkben szereplő információk forrásmegjelöléseként.